# 시마다 신스케
시마다 신스케(島田紳助, 1956년 3월 24일 ~ )는 전직 코미디언이자 실업가이다. 본명은 하세가와 기미히코(長谷川公彦). 일본 교토부 교토시 출신. 1974년부터 2011년까지 요시모토 흥업 소속돼 있었다. 2011년에 야쿠자 관계가 폭로된 뒤 은퇴했다.

## 관련 인물
- 아카시야 산마

## 같이 보기
- 더 딜